# Amphinectomys savamis
Amphinectomys savamis е вид гризач от семейство Хомякови (Cricetidae).

## Разпространение
Видът е разпространен в Перу.